# Éducation relative au génocide
L'éducation relative au génocide a pour objet les formes et les tendances propres au phénomène que constitue le génocide, ainsi que les causes, la nature et les conséquences d’actes de génocide particuliers.

## Enseignement relatif à l'Holocauste
L’éducation relative au génocide étudie ce phénomène particulier, l’enseignement de l’Holocauste traite essentiellement des causes, de la dynamique et des conséquences du génocide du peuple juif. Cependant, leurs champs respectifs se recoupent de plus en plus. Les études sur le génocide – c’est-à-dire les travaux universitaires examinant les tendances et les manifestations du génocide et des crimes de masse – et l’éducation relative au génocide se sont répandues dans les universités et les écoles, car ces phénomènes sont récurrents dans le monde. Ces études examinent aussi aujourd’hui les théories cherchant à expliquer comment et pourquoi un génocide se produit. L’enseignement de cet événement particulier qu’est l’Holocauste comprend notamment une réflexion sur la représentation conceptuelle, la planification et la mise en œuvre de ce génocide, et amène à examiner en quoi ce que nous apprenons au sujet de l’Holocauste peut contribuer à prévenir de nouveaux crimes de masse aujourd’hui. L’enseignement de cet événement particulier qu’est l’Holocauste comprend notamment une réflexion sur la représentation conceptuelle, la planification et la mise en œuvre de ce génocide, et amène à examiner en quoi ce que nous apprenons au sujet de l’Holocauste peut contribuer à prévenir de nouveaux crimes de masse aujourd’hui.
Dans les programmes scolaires, l'holocauste est le plus souvent présenté dans le contexte de la Seconde Guerre mondiale, mais aussi dans celui d’enseignements portant sur des atteintes aux droits de l’homme. Il est en général désigné par le terme d’« Holocauste », bien que celui de « Shoah » soit utilisé dans plusieurs programmes scolaires. Dans d’autres cas, les deux termes sont employés conjointement. Certains programmes renoncent aux termes d’« Holocauste » et de « Shoah » pour décrire l’événement par des mots comme « extermination » ou « génocide des Juifs », par des références indirectes à l’événement (avec des expressions comme « camp de concentration » ou « solution finale ») ou par des associations de termes clairement révélatrices d’un traitement du sujet (tels que « destruction » et « Juifs » ou « génocide » et « national-socialisme »). Dans certains programmes, seuls les Juifs sont explicitement désignés comme victimes, et les références aux Sintés et aux Roms, aux personnes handicapées, aux opposants politiques, aux homosexuels ou à d’autres groupes marginalisés sont rares. La plupart des programmes ne précisent pas de quels groupes de victimes l’enseignement doit parler. En outre, si un quart des programmes ne contiennent aucune mention de l’Holocauste, ils traitent explicitement de son contexte historique, par exemple la Seconde Guerre mondiale et/ou le national-socialisme, de sorte qu’on peut en déduire que ce thème fait partie de l’enseignement sans pour autant être explicitement nommé.

## Prise en compte du genre
Chercheurs et éducateurs sont de plus en plus conscients que le genre est une dimension du génocide et d’autres crimes de masse qu’ils essaient de mieux comprendre. Les enseignants s’interrogeront peut-être sur le rôle, l’impact et les manifestations de la question du genre dans le génocide, qu’il s’agisse des stratégies de ses auteurs ou de l’expérience vécue par ses victimes.
Au cours de l’histoire, les atrocités ont été commises le plus souvent par des hommes. Le chercheur Adam Jones, spécialiste du génocide, note toutefois que « lorsque les femmes, en même temps que les hommes, sont mobilisées, forcées, encouragées ou autorisées à participer à un génocide ou à d’autres atrocités, elles ne se montrent en général pas plus réticentes que les hommes (qui le sont eux-mêmes souvent) ». Wendy Lower, par exemple, a étudié le comportement des femmes allemandes sous le Troisième Reich, et constate que, selon leur rôle au sein de la société allemande et leur statut professionnel, elles avaient pris part à la perpétration de crimes « comme des administratrices, des voleuses, des persécutrices et des meurtrières zélées »,,.
Le genre peut déterminer l’expérience des victimes aussi bien que les méthodes employées par les bourreaux pour commettre un génocide ou des crimes de masse. Le sort des femmes dépend des rôles dans lesquels elles sont souvent reléguées. Traditionnellement considérées comme dispensatrices de soins, les femmes qui ont la charge directe d’enfants ou de personnes âgées risquent de voir leurs propres chances de survivre à des actes de génocide compromises ou détruites. D’autre part, les persécuteurs leur réservent souvent un traitement particulier. Pendant l’Holocauste, les femmes enceintes et les mères d’enfants en bas âge ont été systématiquement qualifiées d’« inaptes au travail ». De ce fait, elles ont souvent été les premières à être envoyées dans les chambres à gaz. Les agresseurs décidés à s’opposer symboliquement ou physiquement à la perpétuation des membres d’un groupe prennent souvent les femmes et les filles pour cibles de violences sexuelles, telles que viols collectifs ou stérilisation forcée. Il existe aussi des cas où les garçons et les hommes ont été l’objet d’agressions sexuelles systématiques. Les transgressions des normes en matière de genre, comme l’homosexualité et la transsexualité, ont aussi servi de prétextes pour cibler les hommes aussi bien que les femmes.

## Enseignement du génocide au Rwanda
Au Rwanda, le récent programme d’histoire prévoit expressément l’étude du génocide des Tutsi en 1994, notamment à travers la comparaison entre différents génocides, en vue de « suggérer des moyens d’éviter un nouveau génocide au Rwanda et ailleurs » (2015). L’approche adoptée est de type comparatif, comme il ressort clairement du Programme d’enseignement pour le développement durable de 2015. Ce programme, fondé sur les compétences, mentionne l’étude du génocide en tant que thème transversal, qui est donc traité dans le cadre de matières diverses. Il y est également spécifié que « les enfants rwandais doivent étudier le génocide perpétré contre les Tutsi, en même temps que l’Holocauste et d’autres génocides »,.
L’enseignement du génocide des Tutsi, commis au Rwanda en 1994, et, en conséquence, l’introduction de l’étude du génocide dans les programmes et les manuels d’histoire, participent d’un processus de restauration progressive de l’unité et de la paix nationales. Ce processus a commencé en 1995 par le retrait de certains chapitres de l‘histoire rwandaise, qui a pris fin lorsque certaines considérations sur le génocide de 1994 ont été insérées dans le programme d’histoire, en 2008. Les approches récentes se fondent aussi sur la reconnaissance des effets désastreux de l’éducation dispensée au Rwanda avant le génocide, qui ont contribué à la discrimination à l’encontre de la population tutsi, et ont nourri l’idéologie qui a conduit au génocide. À l’inverse, l’intégration de l’histoire du génocide dans les programmes éducatifs tient compte de ce que les écoles, de même que les cadres d’apprentissage non formels et informels, sont des lieux essentiels de transmission des connaissances sur le génocide, et de lutte contre le silence, le déni et les conflits. Cette évolution correspond aussi à un approfondissement de la réflexion sur les pédagogies appropriées pour aider les élèves à affronter les séquelles du génocide. Selon Jean-Damascène Gasanabo, Directeur général du Centre de recherche et de documentation sur le génocide, au sein de la Commission nationale pour la lutte contre le génocide (CNLG), à Kigali, « ce changement apporté aux programmes s’est accompagné d’un effort pour substituer à l’apprentissage par mémorisation des méthodes encourageant la discussion ainsi que la réflexion et l’analyse critiques. L’élève participe activement à son apprentissage et n’est plus le réceptacle passif d’une histoire enseignée comme une “parole d’évangile” ».
Il est possible de mettre en évidence des récits partiellement communs de l’Holocauste en Europe occidentale et orientale, en Amérique du Nord, en Afrique, dans les pays qui ont connu des génocides et des violences de masse, dans les pays du Moyen-Orient, et même dans des pays sans relation historique apparente avec l’événement. Cela est notable, par exemple, lorsque l’événement est décontextualisé puis recontextualisé. C’est le cas au Rwanda, où les expressions usuelles employées pour décrire l’Holocauste, tels que « terribles massacres », « tueries », « meurtres de masse », « atrocités » et « extermination », sont reprises dans les manuels scolaires pour décrire le génocide de 1994, distinct d’un point de vue historique et pourtant comparable. Dans d’autres cas, l’Holocauste est localisé, autrement dit, il est conceptualisé selon de nouveaux modes d’interprétations locaux, comme dans les manuels chinois (de l’échantillon) qui, à la place de formes dérivées des termes d’« Holocauste » ou de « Shoah », emploient plutôt ceux de « génocide » (datusha) et « espèces de crimes » (zhongzhong zuixing).
Le Mémorial du génocide de Kigali et Aegis Trust, en partenariat avec d’autres organisations rwandaises, telles que l’Educator’s Institute for Human Rights, ont donc élaboré des programmes éducatifs et une formation en cours d’emploi afin d’aider les enseignants à renforcer leurs capacités et à acquérir les connaissances historiques nécessaires pour traiter des génocides et des crimes de masse. Ces programmes mettent l’accent sur « la réflexion critique, l’empathie et la responsabilité morale de l’individu ». Ils explorent les exemples historiques, principalement le génocide du peuple juif et celui des Tutsi, à l’aide d’un « Modèle/cadre pour une paix durable », qui vise à articuler l’éducation sur le génocide (rétrospection), la prévention du génocide (regard sur le présent) et la consolidation de la paix (prospective).